# 本杜古
本杜古（Bendougou）為布吉納法索的一座城鎮，由布克萊迪穆翁大區巴瓦省薩納巴縣管轄。海拔高度280公尺。2005年人口普查中該城鎮人口有2,864人。

## 氣候
本杜古的年均溫度為27℃，其中4月為最炎熱的月份，平均溫度可達到32℃；而8月為最寒冷的月份，平均溫度只有22℃。此城鎮的年平均降雨量為992毫米，其中8月為最潮濕的月份，平均降雨量達273毫米；而2月為最乾燥的月份，平均降雨量只有1毫米。